# Catrielia
Catrielia là một chi bướm đêm thuộc họ Geometridae.